# 1940 års skolutredning
1940 års skolutredning tillsattes av i Sverige 1940 av dåvarande ecklesiastikministern Gösta Bagge. Syftet var att öka antalet studerande på högre utbildningar ute på Sveriges landsbygd, samt bland låginkomsttagare, som barn från arbetarhem och jordbrukarhem. Vid denna tid var det främst barn från höginkomsttagarfamiljer som studerade vid läroverk. Utredningen ersattes av 1946 års skolkommission.

### Fotnoter
1. ↑  ”1940 års skolutrednings betänkanden och utredningar”. 1944. http://libris.kb.se/bib/13518120. Läst 1 februari 2016.
2. ↑  ”1940-talet”. Lärarnas historia. Arkiverad från originalet den 7 september 2014. https://web.archive.org/web/20140907011114/http://www.lararnashistoria.se/folkskolan_och_grundskolan_1940-talet. Läst 6 september 2014.